# Sedona Prince
Sedona Prince (Hemet, 12 maggio 2000) è una cestista statunitense.

## Carriera

### Nazionale
Con la nazionale statunitense ha disputato i Campionati americani del 2021, conclusi con la vittoria del torneo.

## Palmarès
- McDonald's All-American Game (2018)